# Rye Mølle
Rye Mølle nævnes første gang i 1578, hvor den omtales for sit ålefiskeri. Gården er nu avlsgård under Rye Nørskov Gods. Rye Mølle ligger i Gammel Rye Sogn i Skanderborg Kommune, i østenden af Ry, hvor Rodelundvejen krydser Gudenå ved Rye Mølle Sø. Hovedbygningen er opført i 1840. I 1881 blev der opført et elkraftværk, der gav kraft til først en træskofabrik og senere en tekstilfabrik. 

## Ejere af Rye Mølle
- (1578-1795) Kronen
- (1795-1820) fæster Block I kirkebøger fra Rye findes der allerede 1 1762 en Peder Nielsen Block og en Peder Block i Rye Mølle, gift med Anne Dorthe.
- (1820-1854) Christian Hollesen
- (1854-1870) Peder Christian Hollesen
- (1870-1873) Enkefru Hollesen
- (1873-1908) Harald van Deurs
- (1908-1915) Marie Elisa Bodenhoff gift van Deurs
- (1915-1928) Anna Dorothea Suhr gift Nørgaard
- (1928-1929) Henrik Valdemar Nørgaard
- (1929-1933) J. Laursen
- (1933-1961) Einar Faber
- (1961-1991) Gerda Einarsdatter Faber gift Thorning-Petersen
- (1991-2001) Gerda Einarsdatter Faber gift Thorning-Petersen / Svit Valdemarsdatter Thorning-Petersen gift Busck
- (2001-2003) Peter Arnold Busck / Ole Arnold Busck
- (2003-) Peter Arnold Busck

- Turbinehuset
- Åleværket
- Kgl privilligeret Åleværk